# Markušovce

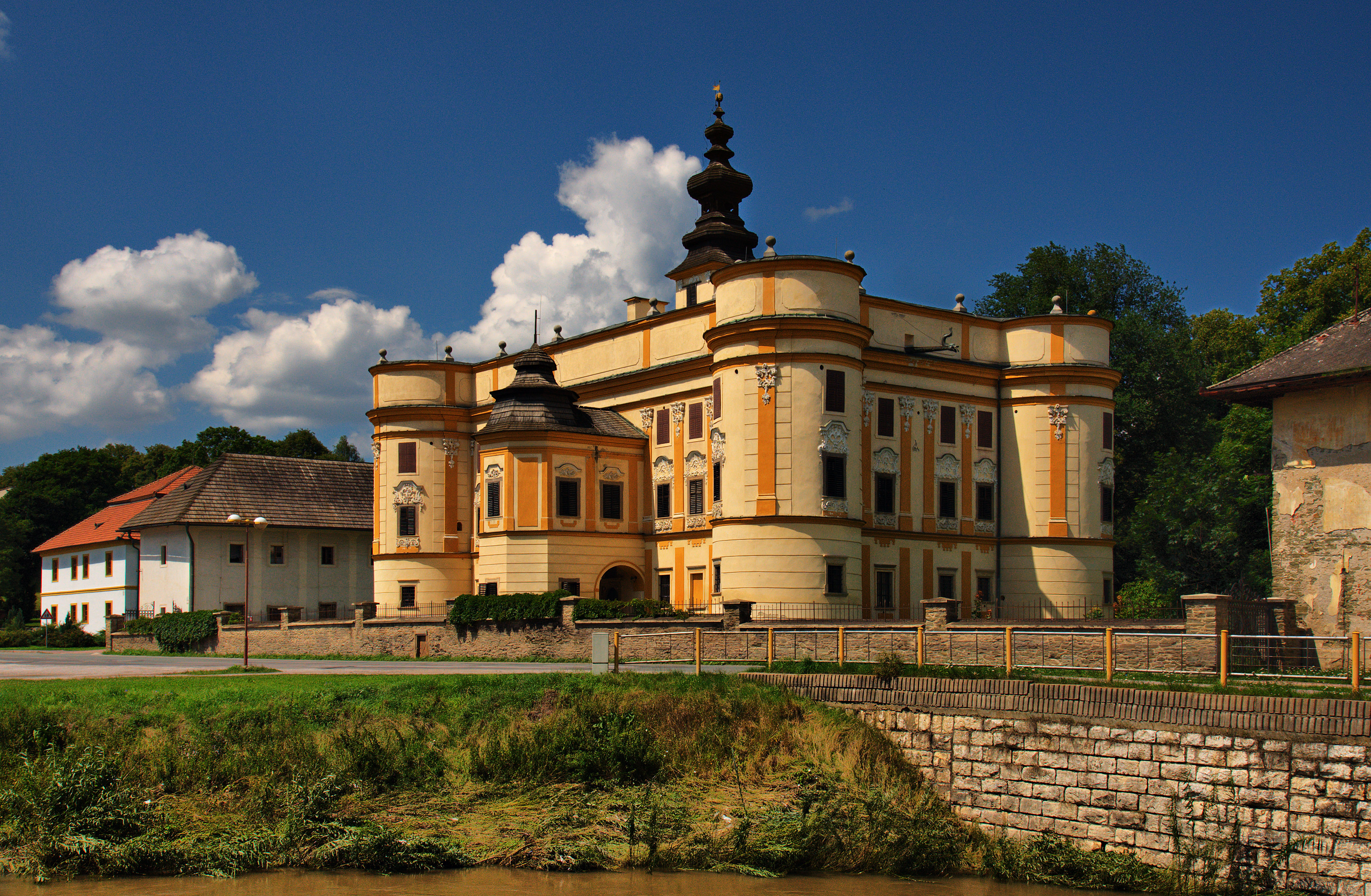
Markušovce

Markušovce (Hongaars: Márkusfalva) is een Slowaakse gemeente in de regio Košice, en maakt deel uit van het district Spišská Nová Ves.
Markušovce telt 3.968 inwoners.